# 時津町立時津小学校
時津町立時津小学校（とぎつちょうりつ とぎつしょうがっこう, Togitsu Town Togitsu Elementary School）は長崎県西彼杵郡時津町野田郷にある公立小学校。時津町内では一番歴史の長い小学校である。

## 概要
歴史
1874年（明治7年）に開校した「第五大学区第一中学区時津小学校」を前身とする。2009年（平成21年）に創立135周年を迎えた。2020年には、150周年を迎えた。
校訓
「強く、正しく、美しく」
校歌
基本的に歌われているのは2番までだが、「明治」の歌詞で始まる3番が存在する。
校区
住所表記で時津町の後に元村郷、野田郷、浦郷が続く地域。中学校区は時津町立時津中学校。

## 沿革
前史
- 1870年（明治3年）3月 - 時津村・長与村・西浦上村3村連合で、時津村元村郷の茶屋跡の家屋を校舎に授業を開始。
  - 教員（校長）として波佐見の田中壮九郎を招く。当初の生徒は約40名。
- 1872年（明治5年）
  - 時津村・西時津村・日並村が合併し、時津村となる。
  - 時津村日並郷字道木の庄屋跡を校舎に山口洋三郎を招き、授業を開始。
  - 学制が公布される。
- 1874年（明治7年）
  - 2月 - 簡易日並小学校が開校。校長は田中治兵衛。
  - 5月 - 長与村・西浦上村との連合関係を解き、簡易時津小学校が開校。

正史
- 1874年（明治7年）10月28日 - 学制により、正式に「第五大学区第一中学区中等時津小学校」が開校。校長には田中治兵衛が就任。旧庄屋跡[2]に校舎を設置。
- 1888年（明治21年）9月 - 9ヶ村[3]連合で第四高等小学校を浦郷松本（現・時津図書館）に設置。
- 1889年（明治22年）- 中等時津小学校を「尋常時津小学校」に改称。
- 1893年（明治26年）
  - 4月 - 第四高等小学校を時津村で引き受け、尋常時津小学校と合併し、「時津尋常高等小学校」と改称。職員6名、生徒数は尋常科が228名、高等科が89名。
  - 7月 - 簡易日並小学校を統合し、日並分教場とする。
- 1900年（明治33年）7月 - 日並分教場を日並郷中曽根に移転。
- 1911年（明治44年）11月 - 時津農業補習学校を併置。
- 1921年（大正10年）5月 - 併設の時津農業補習学校に女子部が設置される。
- 1926年（大正15年）6月 - 併設の農業補習学校が青年訓練認定時津実業補習学校に改称。
- 1934年（昭和9年）7月 - 本校2階建て木造校舎が完成。
- 1935年（昭和10年）6月1日 - 青年学校令により、併設の補習学校が時津青年学校に改称。
- 1941年（昭和16年）4月1日
  - 国民学校令により、「時津村国民学校」に改称。尋常科を初等科に改称。
  - 時津青年学校が時津高等実業青年学校[4]に改称の上、浦郷（現・時津町立時津保育所）に移転。併設を解消。
- 1947年（昭和22年）4月1日 - 学制改革（六・三制の実施）
  - 旧・国民学校の初等科を改組し、「時津村立時津小学校」とする。日並分教場を「時津町立時津小学校日並分校」とする。
  - 旧・国民学校の高等科と旧・高等実業青年学校を改組し、時津村立時津中学校（新制中学校）とし、旧・青年学校の校舎を仮校舎に使用。
- 1951年（昭和26年）12月1日 - 町制施行で時津町が発足したことにより、「時津町立時津小学校」（現校名）に改称。
- 1959年（昭和34年）4月 - 村松村子々川郷が時津町に編入[5]されたことにより、日並分校が児童数増加で6学級となる。
- 1960年（昭和35年）4月1日 - 日並分校が分離し、時津町立時津北小学校として独立。
- 1969年（昭和44年）4月 - 野田郷2番地（現在地）に鉄筋コンクリート造3階建ての新校舎（第一期工事）が完成し、12学級が移転。
- 1970年（昭和45年）4月 - 校舎がすべて完成し、全学年が移転。時津町横尾地区が長崎市に編入したことにより、長崎市立大園小学校に横尾地区の児童を移す。
- 1971年（昭和46年）3月 - 体育館が完成。
- 1973年（昭和48年）8月 - プールが完成。
- 1976年（昭和51年）4月 - 時津町内の児童数増加により、時津町立時津東小学校が新設分離し、浜田郷・小島田郷・西時津郷の児童を移す。
- 1982年（昭和57年）4月 - 時津町内の児童数増加により、時津町立鳴鼓小学校が新設分離し、左底郷・久留里郷の児童を移す。

## アクセス
最寄りのバス停
- 長崎バス 「野田」バス停

最寄りの国道・県道
- 国道206号

## 周辺
- 時津町役場
  - 時津図書館
  - 時津町立時津保育所
- 時津川
- ヤマダデンキテックランド時津店